# Tirreno-Adriático 2000
La XXXV edición del Tirreno-Adriático se disputó entre el 8 y el 15 de marzo de 2000 con un recorrido de 1.242 kilómetros con salida en Sorrento y llegada a San Benedetto del Tronto. El ganador de la carrera fue el español Abraham Olano del ONCE.

## Etapas
| Etapa | Fecha       | Recorrido                                           | km    | Ganador           | Líder             |
| ----- | ----------- | --------------------------------------------------- | ----- | ----------------- | ----------------- |
| 1a    | 8 de marzo  | Sorrento - Sorrento                                 | 131,0 | Óscar Freire      | Óscar Freire      |
| 2a    | 9 de marzo  | Sorrento - Aversa                                   | 189,0 | Ján Svorada       | Romāns Vainšteins |
| 3a    | 10 de marzo | Aversa - Santuario di Castelpetroso                 | 160,0 | Laurent Jalabert  | Laurent Jalabert  |
| 4a    | 11 de marzo | Isernia - Luco dei Marsi                            | 207,0 | Erik Zabel        | Laurent Jalabert  |
| 5a    | 12 de marzo | Ascoli - Piceno (CRI)                               | 26,5  | Abraham Olano     | Abraham Olano     |
| 6a    | 13 de marzo | Montegranaro - Monte San Giusto                     | 149,0 | Óscar Freire      | Abraham Olano     |
| 7a    | 14 de marzo | Teramo - Torricella Sicura                          | 214,0 | Michael Boogerd   | Abraham Olano     |
| 8a    | 15 de marzo | San Benedetto del Tronto - San Benedetto del Tronto | 166,0 | Romāns Vainšteins | Abraham Olano     |

## Clasificaciones finales

### General
| Posición | Ciclista              | Equipo            | Tiempo      |
| -------- | --------------------- | ----------------- | ----------- |
| 1        | Abraham Olano         | ONCE              | 36h 03' 30" |
| 2        | Jan Hruška            | Vitalicio Seguros | + 10"       |
| 3        | Juan Carlos Domínguez | Vitalicio Seguros | + 18"       |
| 4        | Laurent Jalabert      | ONCE              | + 38"       |
| 5        | Marco Serpellini      | Lampre-Daikin     | + 46"       |
| 6        | Jens Voigt            | Crédit Agricole   | + 52"       |
| 7        | Marc Wauters          | Rabobank          | + 55"       |
| 8        | David Plaza           | Festina           | + 1' 02"    |
| 9        | Gabriele Colombo      | Cantina Tollo     | + 1' 04"    |
| 10       | Romāns Vainšteins     | Vini Caldirola    | + 1' 23"    |